# Bacus i Ceres
Bacus i Ceres és un fresc provinent de la de Vil·la de Carmiano, trobat durant les excavacions arqueològiques de l'antiga ciutat d'Estàbia (l'actual Castellammare di Stabia) i conservat a l'Antiquarium stabiano.

## Història i descripció
El fresc data de la primera meitat del segle i, durant l'època Flàvia, i cobria tot el mur oriental del triclini de Vil·la Carmiano, enfront del que representa Neptú i Amimone. Va ser trobat durant les excavacions realitzades per Libero D'Orsi durant la dècada del 1960 i encara intacte, ja que la vil·la no havia estat mai explorada abans. Més tard va ser retirat de la seva ubicació original i portat a l'Antiquarium stabiano, per preservar-ne la integritat.
El fresc està dividit en tres seccions i és clarament d'inspiració dionisíaca, un tema que es ressegueix per tota la sala i que s'inspira en el del Triomf de Dionís. A la part central es reprodueix l'obra principal, concretament Bacus i Ceres, en l'acte de dispensar els béns de la terra, a llom d'un cavallet de mar que es desplaça cap al costat dret. La part superior del fresc té un fons clar en el qual es poden reconèixer diversos amorets voltant. En els panells laterals, dividits del central per dibuixos d'elements arquitectònics i envoltats de figures florals, hi ha figures voladores. Tota la zona central de tot el fresc té un fons en vermell pompeià. El sòcol és de color groc i al centre porta una decoració que representa un paisatge lacustre amb presència d'ànecs, mentre que als laterals, dos monstres marins inserits en un marc marró.